# 清源县 (武周)
清源县，中国古代的县。
武则天圣历二年（699年）置清源县，属武荣州。清源县治所清源城（即今福建省仙游县西北大济镇）。次年改属泉州（治所在闽县，今福州市），后又改属武荣州。唐睿宗景云二年（711年）武荣州改为泉州（治所在南安县）。唐玄宗天宝元年（742年）清源县改名仙游县，并移治今仙游县城鲤城街道。